# درجة اقتصادية

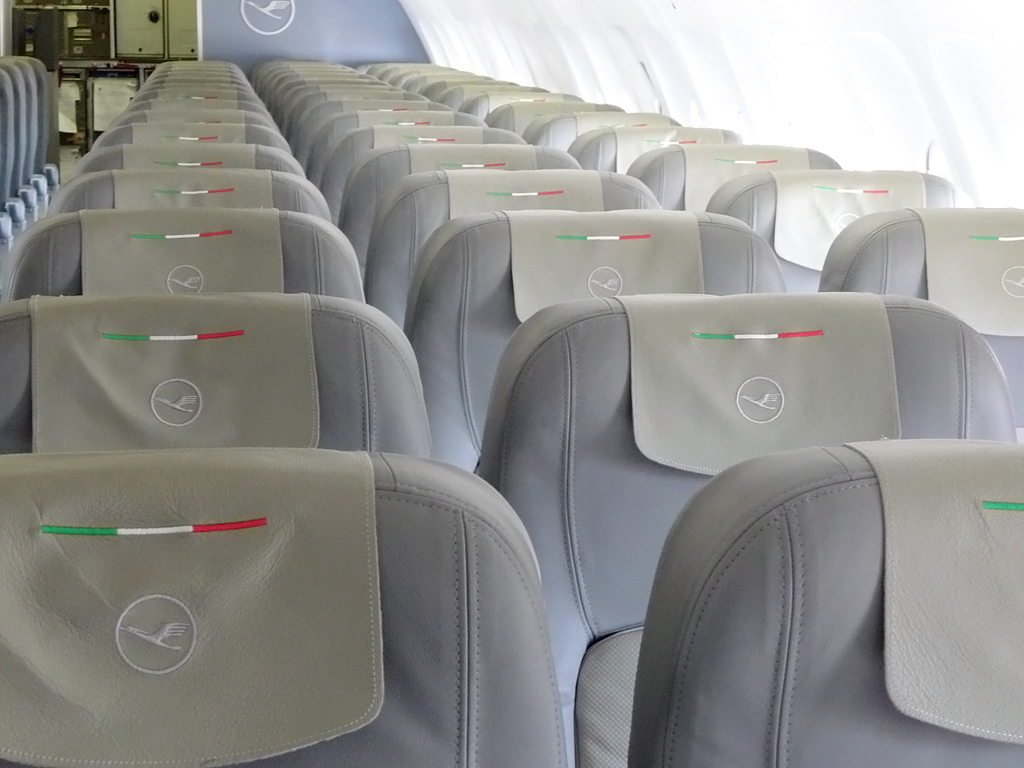

الدرجة الاقتصادية أو الدرجة السياحية هي اقل درجة يمكن السفر عليها من حيث السعر والخدمات في خطوط الطيران والسكك الحديدية، وهي موجودة على جميع خطوط الطيران حول العالم حيث توفر أسعار تنافسيه بين مثيلاتها من شركات الطيران على نفس درجة السفر الاقتصادية. وتأتي الدرجة السياحية بعد درجة رجال الأعمال في سلم درجات السفر.
والدرجة الاقتصادية تنقسم لعدة درجات بحيث يختلف بينها السعر ولكل درجه منها ميزة تميزها عن الأخرى بحسب شروط شركات الطيران على اختلافها.